# Ронко ал'Адидже
Ро̀нко ал'А̀дидже (на италиански: Ronco all'Adige; на венециански: Ronco, Ронко) е градче и община в Северна Италия, провинция Верона, регион Венето. Разположено е на 23 m надморска височина. Населението на общината е 6029 души (към 2015 г.).